# Bandera de l'Ampolla
La bandera oficial de l'Ampolla té la descripció següent:
Bandera apaïsada de proporcions dos d'alt per tres de llarg, dividida en banda, la meitat superior blava i la inferior verda; les dues meitats separades entre si per una banda amplada d'1/15 de l'alçària del drap, blanca.
Va ser publicada en el DOGC el 27 d'agost de 1993. Està basada en l'escut heràldic de la localitat.